# Гладково (Луганская область)
Гладково (укр. Гладкове) — село, относится к Белокуракинскому району Луганской области Украины.
Население по переписи 2001 года составляло 255 человек. Почтовый индекс — 92214. Телефонный код — 6462. Занимает площадь 0,969 км². Код КОАТУУ — 4420987811. До 2009 года входило в состав Червоноармейского сельского совета с кодом 4420988202.

## Местный совет
92213, Луганська обл., Білокуракинський р-н, с. Солідарне  (укр.)